# Ridala
La commune de Ridala est une municipalité rurale estonienne située dans le comté de Lääne.

## Description

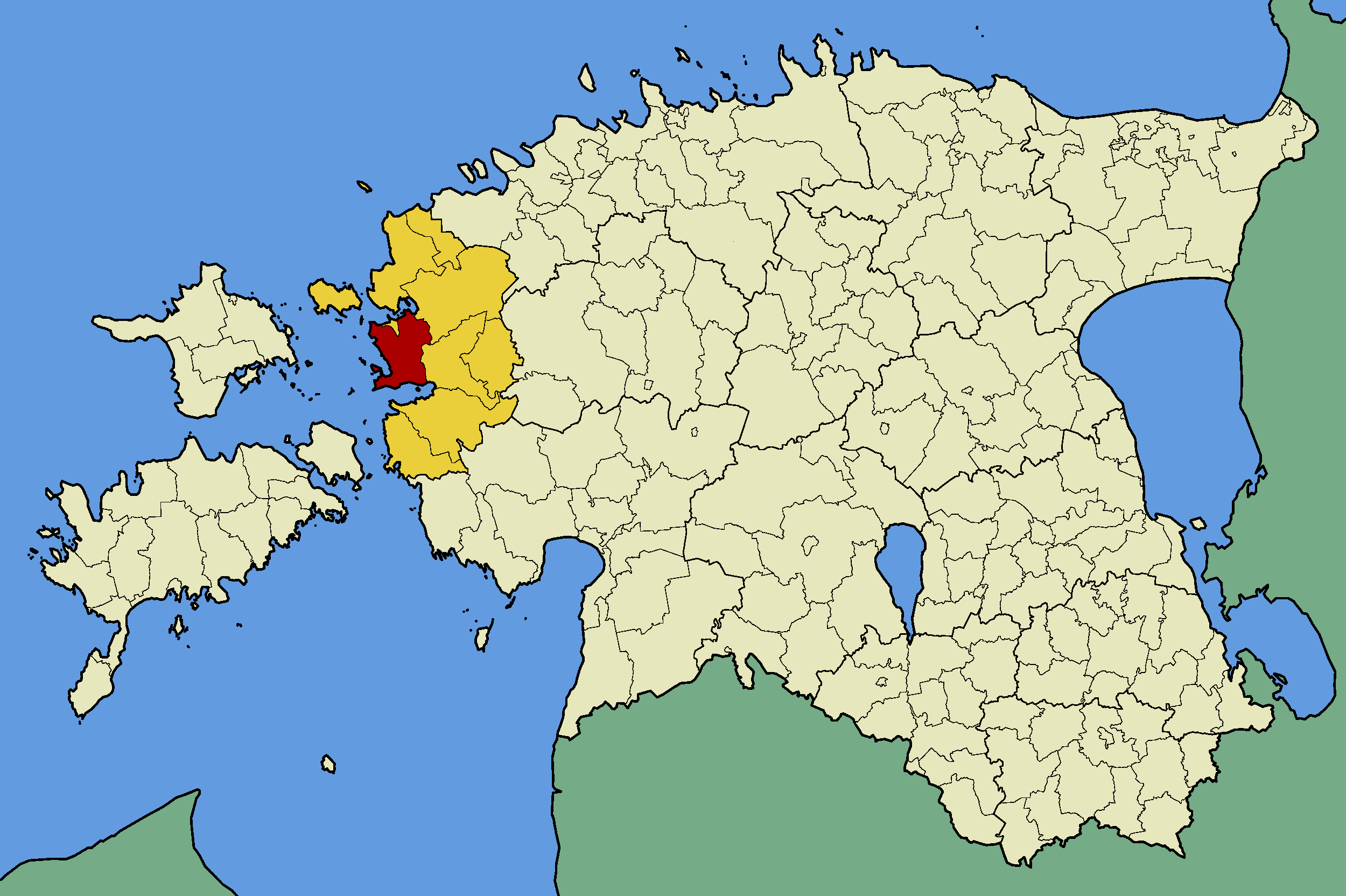
Commune de Ridala (en rouge)
dans le Comté de Lääne (en jaune).

La commune de Ridala a 3 186 habitants(1er janvier 2012). Elle s'étend sur 254 km2.
La commune comprend deux bourgs et cinquante-six villages.

## Bourgs
Paralepa, Uuemõisa.

## Villages
Aamse, Allika, Ammuta, Emmuvere, Erja, Espre, Haeska, Herjava, Hobulaiu, Jõõdre, Kabrametsa, Kadaka, Kaevere, Kiideva, Kiltsi, Kiviküla, Koheri, Koidu, Kolila, Kolu, Käpla, Laheva, Lannuste, Liivaküla, Litu, Lõbe, Metsaküla, Mäeküla, Mägari, Nõmme, Panga, Parila, Puiatu, Puise, Pusku, Põgari-Sassi, Rohense, Rohuküla, Rummu, Saanika, Saardu, Sepaküla, Sinalepa, Suure-Ahli, Tammiku, Tanska, Tuuru, Uneste, Uuemõisa, Valgevälja, Varni, Vilkla, Võnnu, Väike-Ahli, Vätse, Üsse.